# 1Lib1Ref
#1Lib1Ref (poznat na nekim romanskim jezicima i kao #1Bib1Ref) je wikipedijska kampanja koja poziva knjižničare da sudjeluju u projektu online enciklopedije tako da poboljšavaju članke dodavanjem kvalitetnih referenci člancima koji ih nemaju.
Prva kampanja #1Lib1Ref poklopila se sa 15. godišnjicom osnivanja Wikipedije u siječnju 2016. godine.
Prema premisi One Librarian, One Reference, organizatori ove kampanje procjenili su da ako svaki knjižničar/ka na svijetu odvoji 15 minuta dodajući citat, da će zajednički trud puno pripomoći kako bi se se riješio zaostatak na Wikipediji na engleskom jeziku koji se ticao članaka bez citata/referenci. Tako bi se uspješno riješilo 509.480 upozorenja za potrebe citata na tom jeziku.

## Rezultati prve kampanje
Inicijalni događaj održan je od 15. – 23. siječnja 2016. godine te je korišten hashtag #1lib1ref na raznim društvenim mrežama.
Prva kampanja završena je sa 1.232 revizije na 879 stranica, od strane 327 korisnika na 9 jezika, koristeći hashtag #1lib1ref u rezimeu uređivanja; ovi brojevi vjerovatno potcjenjuju ukupan utjecaj pošto je zapaženo da mnogi korisnici izostavljaju hashtag u sažetaku uređivanja. Na Twitteru je #1lib1ref hashtag korišten u preko 1.100 postova od strane preko 630 korisnika.
Kampanja koja je pokrenuta kao godišnja proslava Wikipedijinog rođendana u narednim se godinama proširila i postala događaj koji traje tri tjedna. Kampanja 1Lib1Ref dio je strategije širenja Wikimedija zaklade koja se tiče GLAM sektora kako bi se knjižničari uključili u poboljšanje Wikipedije, a i drugih Wikimedija projekata.

## Vanjske poveznice
- Službeni web 1Lib1Ref.org (na Meta Wiki serveru)
- Wikimedia uređivanje sažetka hashtag pretraga: 1lib1ref